# Cyllognatha gracilis
Cyllognatha gracilis là một loài nhện trong họ Theridiidae.
Loài này thuộc chi Cyllognatha. Cyllognatha gracilis được Brian John Marples miêu tả năm 1955.